# Санта Марија (Ла Специја)
Санта Марија је насеље у Италији у округу Ла Специја, региону Лигурија.
Према процени из 2011. у насељу је живело 164 становника. Насеље се налази на надморској висини од 623 м.